# Шахтний
Ша́хтний (рос. Шахтный) — селище у складі Соль-Ілецького міського округу Оренбурзької області, Росія.

## Населення
Населення — 771 особа (2010; 760 у 2002).
Національний склад (станом на 2002 рік):
- росіяни — 44 %
- казахи — 43 %